# Coremas (tribo)
Os Coremas foram um grupo indígena pertencente à grande nação Cariris, que habitava o oeste do estado brasileiro da Paraíba, onde hoje está situada a cidade de Coremas. Tal povo teve como um dos líderes principais o cacique de nome Piancó. O vale que outrora era ocupado pela tribo é até hoje chamado de vale do Piancó.

## Etimologia
Na língua dos indígenas locais curemas quer dizer «assombro».

## Características
Os Coremas ficaram conhecidos por serem bastante aguerridos e destemidos, tanto com as outras tribos tapuias como no contato direto com o colonizador. Foram, junto aos Panatis, os últimos  a  manterem  relações amigáveis com o homem civilizado. Eram  amantes de suas terras e tradições, o que os fizeram resistentes ao homem branco colonizador. Em virtude disso, foram necessários três anos para a conquista do vale do Piancó e do rio do Peixe.
Há inúmeros relatos sobre o caráter indomável desse povo em várias publicações históricas, entre elas os Anais da Biblioteca Nacional:
Era a nação Corema sobrevalorosa, tão encaprichada em sua opinião, que nem forças a abalavam nem razões a moviam; desprezava partidos e zombava das nossas armas. Tinham por glória e honra morrer na campanha, quantos mais lhe matávamos, tanto mais se metiam nos conflitos.
Viviam em inúmeras aldeias separadas por distâncias variadas, praticando rudimentarmente a pesca e a agricultura de subsistência (frutos silvestres e raízes).
Em um trecho do livro Guerreiros do sol: o banditismo no Nordeste do Brasil lê-se:
(...) Teodósio de Oliveira Ledo, por exemplo, levou a cabo no início do século XVIII contra a nação dos Tapuias Pegas e Coremas para que pudesse se estabelecer com sua gente nos campos do Piancó, nos sertões paraibanos.

## Histórico

### Tratado de paz
Tempos depois da pacificação entre índios e colonizadores, deu-se o processo de catequização, realizado por missionários católicos, principalmente padres e frades. Por meio dessa influência, os então denominados «gentios» se tornavam cristãos à força, adotando a religião católica e começando a utilizar nomes aportuguesados. Isso logo os levou a adquirir novos costumes, fazendo-os esquecer aos poucos suas tradições selvagens.
Foi no governo de Dom João de Lencastre (1694–1702), da Bahia, que ocorreu a autorização para povoar e criar em definitivo as fazendas de gado na região do rio Piancó (autorizando inclusive, se necessário, exterminar as populações indígenas locais). Coube a ingrata tarefa ao capitão-mor Manoel de Araújo Carvalho, que segundo alguns historiadores, conseguiu  realizar um  acordo de paz entre os indígenas e colonizadores, favorecendo desse modo o início do povoamento da região.
Finalmente, já no governo português de Dom José I (1750–1777), seu primeiro-ministro Sebastião José de Carvalho e Melo — o Marquês de Pombal —, nomeou o Juiz Miguel Pina de Caldeira Castelo Branco, residente em Olinda, Pernambuco para administrar a região. Este se tornou célebre por ter tomado algumas dezenas de medidas drásticas, dentre elas, aquela que autorizou as transferências maciças de populações locais indígenas. Com isso, enormes contingentes populacionais (tribos inteiras) foram transferidas de uma região para outra do Nordeste, normalmente bem distantes dos locais de origens. Isto contribuiu para o aniquilamento de inúmeras tribos devido as novas doenças, fome, isolamento dentre outros motivos, além da aculturação dos costumes e miscigenação.

### Transferência e extinção
Os Coremas foram todos transferidos para regiões distantes do sertão, principalmente para o litoral, sendo uma das cidades escolhidas  Pilar, no agreste paraibano, onde já habitavam os  índios  Bultrins, também transferidos de suas terras ancestrais. Outra parte da tribo, contudo, foi trasladada no litoral do estado do Rio Grande do Norte, com promessas ardilosas. Esses acontecimentos históricos revelam por que os mais antigos habitantes do local não chegaram a conhecer os Coremas.
Pelo fato de não ter havido grande miscigenação entre os colonizadores e os índios daquela região, o município de Coremas não apresenta nenhum resquício  da cultura indígena que um dia esteve no local, apesar do topônimo de origem indígena.